# Егмонд-ан-ден-Гуф
Егмонд-ан-ден-Гуф (нід. Egmond aan den Hoef, нід. вимова: [ˈɛxmɔnt aːn dən ˈɦuf]) — село в нідерландській провінції Північна Голландія на узбережжі Північного моря. Входить до муніципалітету Берген.
Його площа становить 13,89 км², а населення станом на 2021 рік складало 3 315 осіб.
Перша згадка про населений пункт датується 1167 роком. Утворилося навкруги Егмондського замку, резиденції династії Егмонтів.

## Галерея

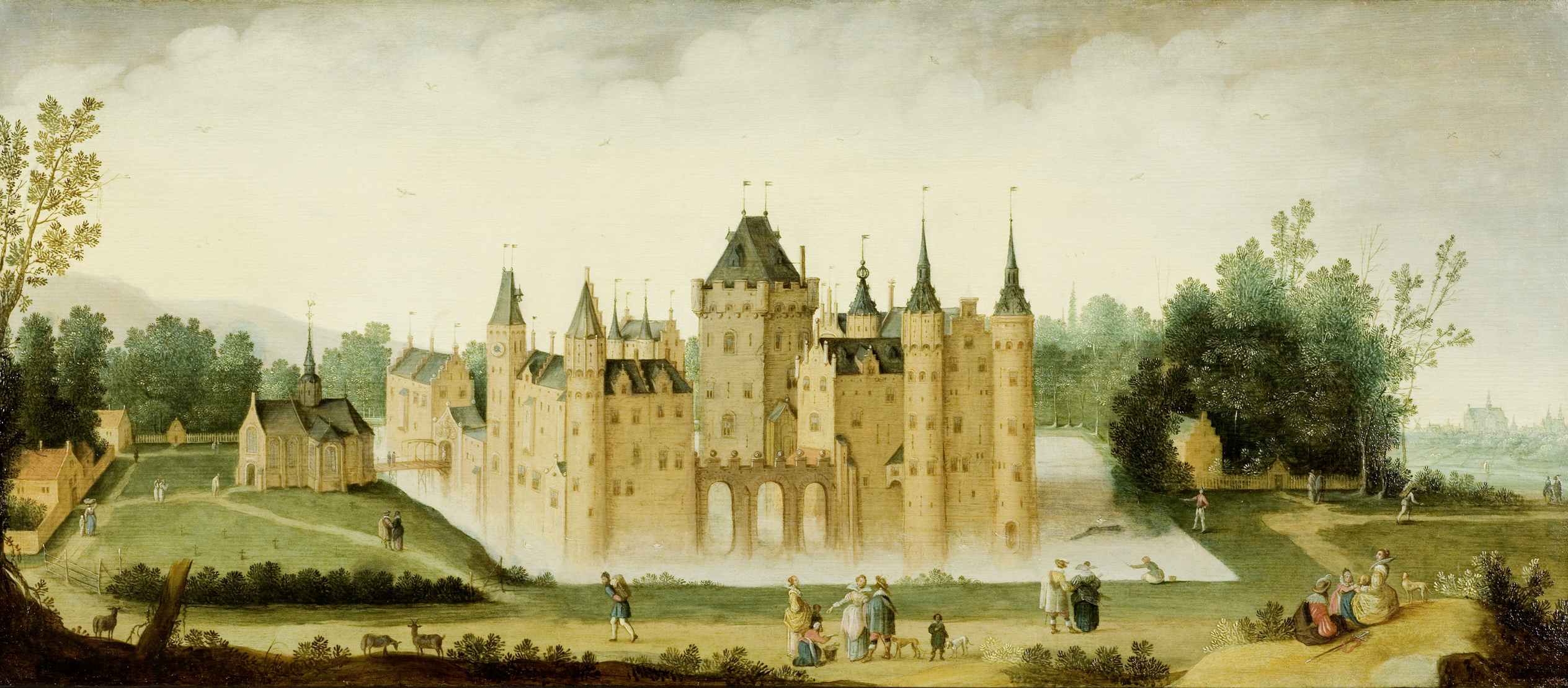
Зображення Егмондського замку (1638)
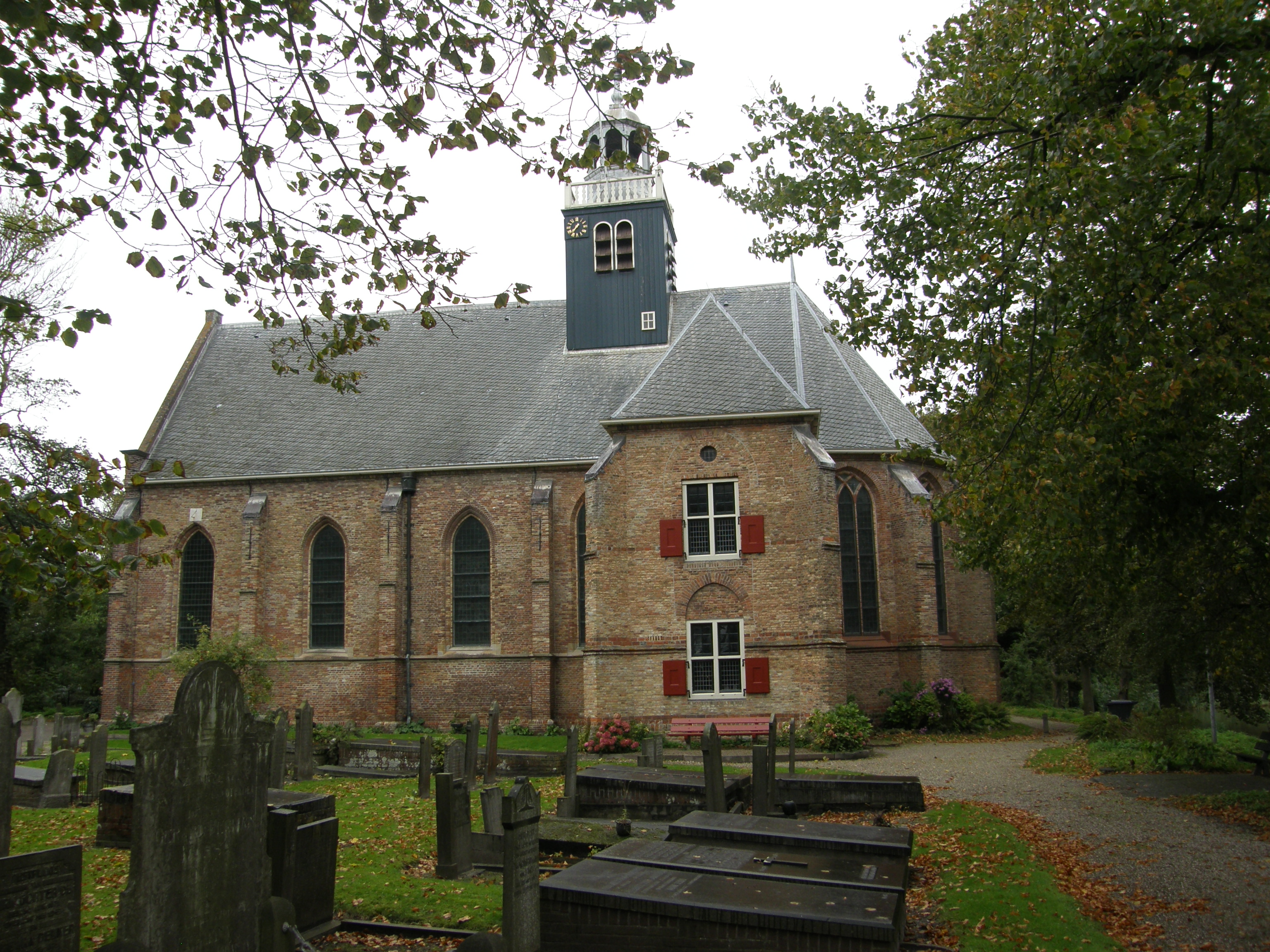
Каплиця у замку
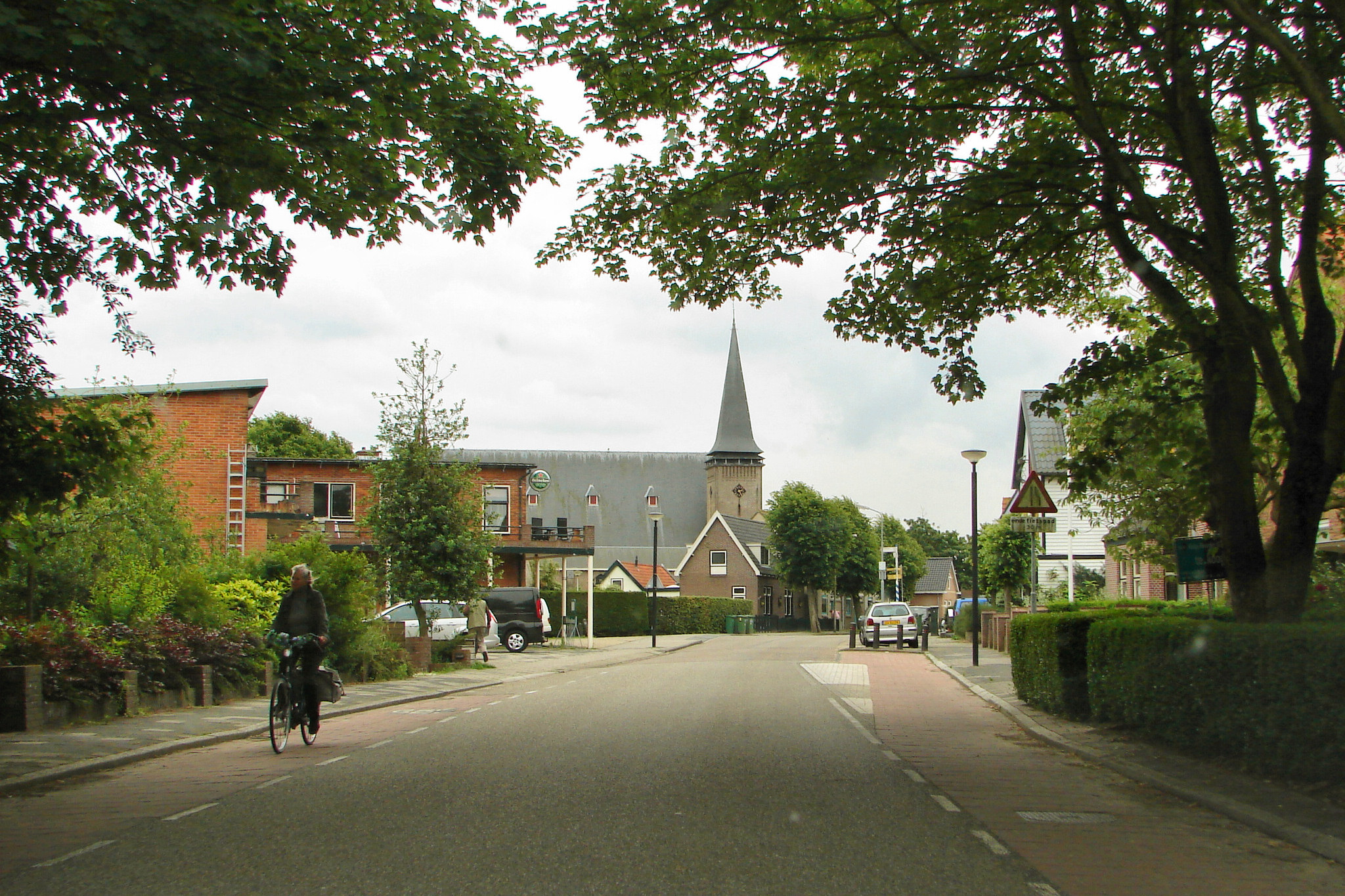
Центр села
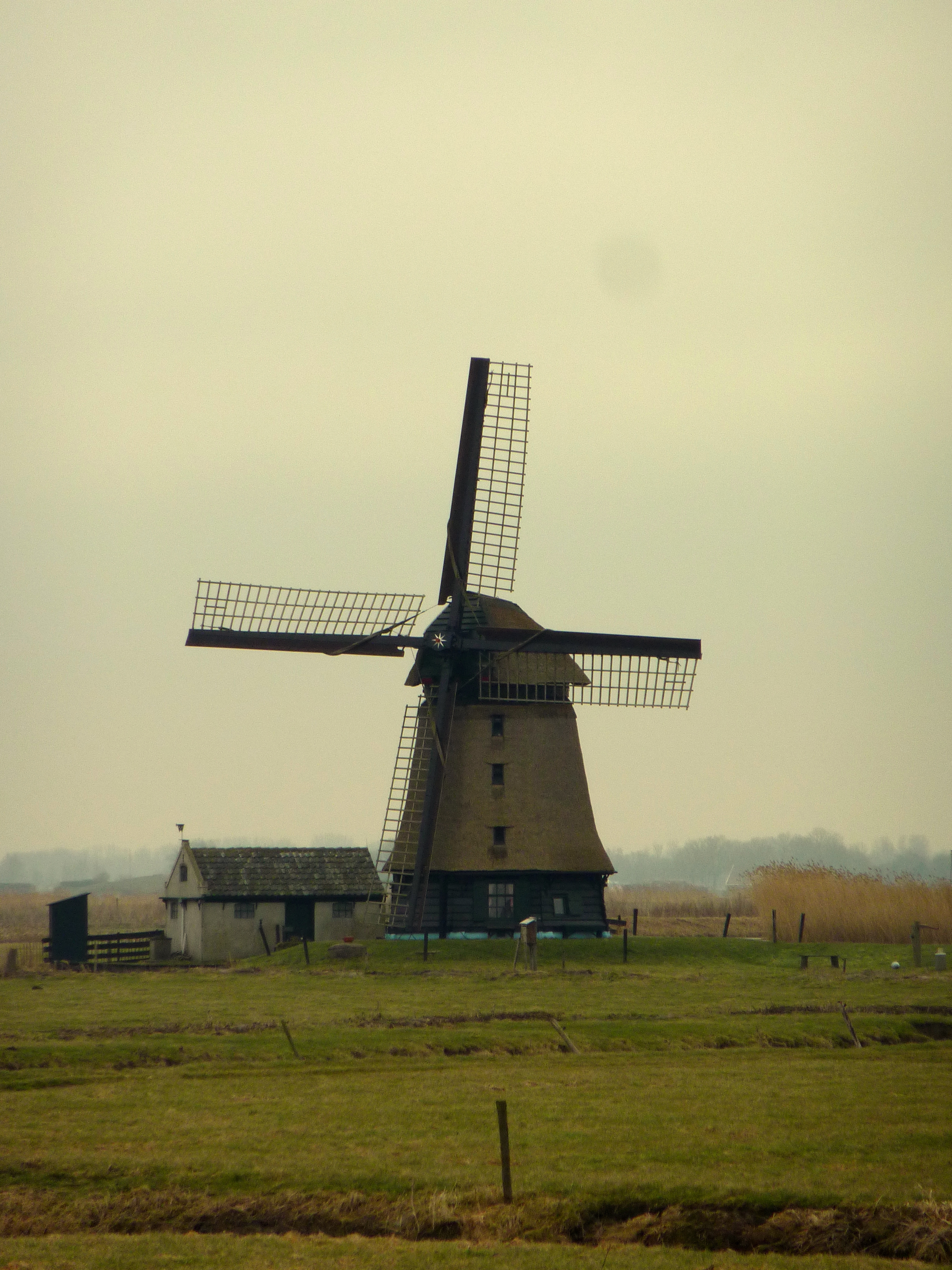
Вітряк Wimmenumer
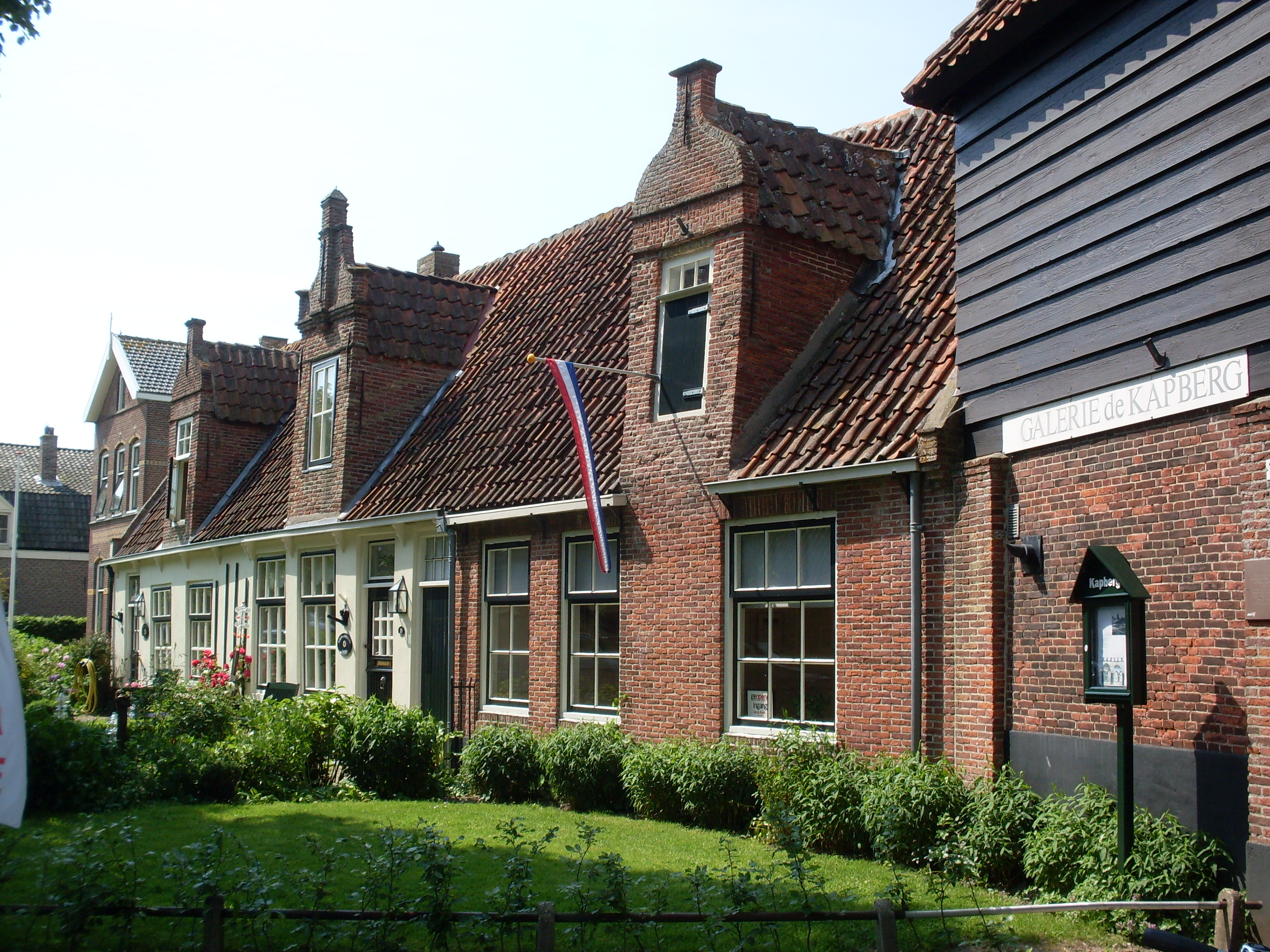
Забудова 17-го сторіччя
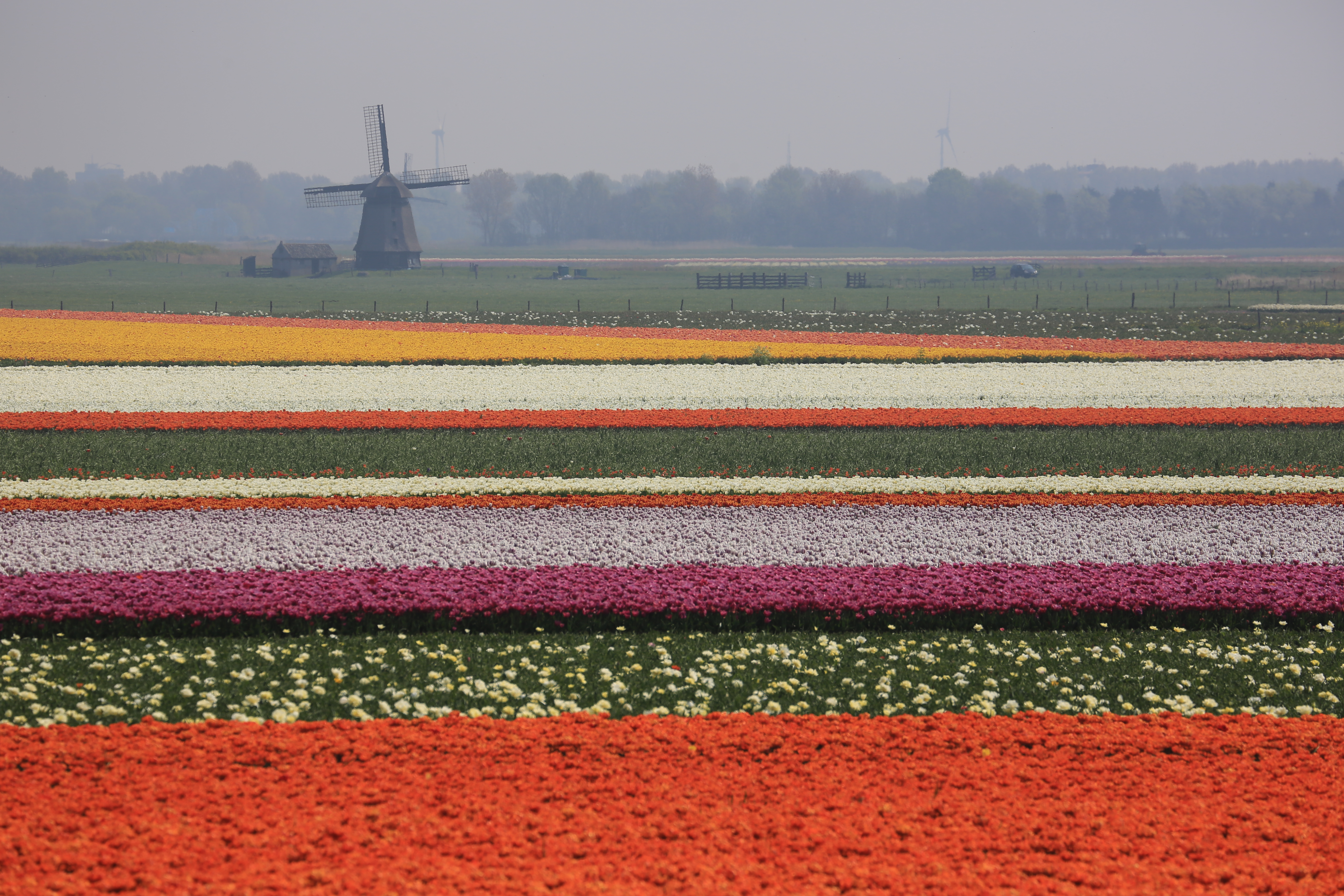
Квіткові поля поблизу села